# Galiceno-Pony
Das mexikanische Galiceno-Pony ist gut als Arbeitspferd unter dem Sattel geeignet, aber auch ein beliebtes Jugendreitpferd und wird außerdem gefahren.
Hintergrundinformationen zur Pferdebewertung und -zucht finden sich unter: Exterieur, Interieur und Pferdezucht.

## Exterieur
Seine Größe liegt zwischen 128 und 142 cm.  Es gibt häufig Braune, Falben, Füchse und Stichelhaarige. Schecken werden zur Zucht nicht zugelassen, kommen jedoch trotzdem vor.
Das Galiceno-Pony hat einen edlen, charakteristischen Kopf mit guter Ganaschenfreiheit. Des Weiteren ist es gekennzeichnet durch einen kompakten, aber dennoch schmalen und leichten Körper, dessen Rücken nicht zu lang ist. Seine Schulter ist steil und seine Brust schmal, es steht auf harten, gesunden Beinen mit breiten Hufen.
Kennzeichnend sind auch die weichen, fleißigen Gänge mit hoher Aktion. Eine Besonderheit des Galiceno-Ponys ist der angeborene „Running Walk“, sehr ähnlich dem Tölt.

## Interieur
Das Galiceno-Pony gilt als umgänglich, wendig, vielseitig, robust und schnell.

## Zuchtgeschichte
Die Vorfahren des Ponys stammten aus Galicien in Nord-West-Spanien und waren berühmt als leichttrittige Gangpferde.
Im 16. Jahrhundert brachten die Spanier sie mit nach Amerika.
Seit etwa 1950 wächst ihre Beliebtheit in den USA zunehmend und seit 1958 sind sie dort als Rasse anerkannt.
Ihr heutiges Zuchtgebiet sind Mexiko und der Süden der USA.

## Quelle
- Elwyn Hartley Edwards: „Pferderassen“ Über 100 Pferde- und Ponyrassen weltweit, Abstammung, Merkmale, Zucht. BLV Verlagsgesellschaft mbH, München 2005, ISBN 3-405-15983-0